# Hontamió
Hontamió (oficialmente y en asturiano: Ḥuntamió) es un lugar de la parroquia de Panes, concejo de Peñamellera Baja, en la comarca de Oriente, Principado de Asturias, España.